# Eva Hegener
Eva Hegener (* 24. Juni 1961 in Köln) ist eine deutsche Hockeyspielerin. Sie war Weltmeisterschaftszweite 1986.

## Sportliche Karriere
Die 1,67 Meter große Eva Hegener spielte als Angreiferin beim Kölner HTC Blau-Weiss. 1980 war sie Deutsche Meisterin in der Halle und draußen, 1985 noch einmal in der Halle und 1986 sowie 1987 noch zweimal im Freien. In der Nationalmannschaft spielte Hegener von 1981 bis 1988 und wirkte in dieser Zeit in 40 Länderspielen mit, davon fünf in der Halle.
Bei der Weltmeisterschaft 1986 in Amstelveen wurde sie in drei von sieben Partien eingewechselt. Die deutsche Mannschaft spielte in der Vorrunde viermal Unentschieden und siegte gegen die Mannschaft aus der Sowjetunion. Nach einem Halbfinalsieg über die Kanadierinnen unterlagen die Deutschen im Finale den Niederländerinnen. Im Januar 1987 gewann die deutsche Mannschaft den Titel bei der Hallenhockey-Europameisterschaft in Bad Neuenahr mit einem 10:8 im Endspiel gegen die Niederländerinnen. Ein Jahr später beim olympischen Hockeyturnier 1988 in Seoul verlor die deutsche Mannschaft in der Vorrunde zweimal und musste in die Platzierungsrunde, mit zwei Siegen erreichte die Mannschaft den fünften Rang. Hegener wurde in drei von fünf Spielen eingesetzt.
Eva Hegener ist Sportlehrerin und spielte auch im Masters-Bereich in der Nationalmannschaft.